# Едуард Глоувър
Едуард Джордж Глоувър (на английски: Edward Glover) е британски психоаналитик.

## Биография
Роден е на 13 януари 1888 година в Англия. Първо учи медицина и хирургия и неговият по-голям брат Джеймс Глоувър го привлича към психоанализата. Двамата братя са анализирани в Берлин, Едуард от Карл Абрахам. После се установява в Лондон, където става влиятелен член на Британското психоаналитично общество през 1921 г. Близък приятел е на Ърнест Джоунс.
Умира на 16 август 1972 година на 84-годишна възраст.

## Публикации
- Freud or Jung ?, Publisher: Meridian Books, NY, 1957
- Psycho-Analysis, Publisher: Roberts Press, 2007, ISBN 1-4067-4733-5
- Paul Roazen: Oedipus in Britain: Edward Glover and the Struggle over Melanie Klein, Publisher: Other Press, 2001, ISBN 1-892746-66-2